# 約翰·普雷斯基爾
約翰·菲利普·普雷斯基爾（英語：John Phillip Preskill，1953年1月19日—）是一位美國理論物理學家，也是加州理工學院理查德·費曼理論物理學教授，也是該校量子信息與物質研究所所長。
普雷斯基爾是量子資訊科學和量子計算領域居領導地位的一位科學家，以創造量子計算優越性一詞而聞名。

## 外部連結
- 维基共享资源上的相關多媒體資源：約翰·普雷斯基爾
- Preskill's Caltech homepage （页面存档备份，存于）
- Institute for Quantum Information at Caltech